# جسيدان (كوركا)
جسیدان (بالفارسية: جسیدان) هي قرية تقع في إيران في قسم كورکا الريفي. يقدر عدد سكانها بـ 34 نسمة بحسب إحصاء 2016.